# Charles Dorigny
Pour les articles homonymes, voir Dorigny.
Charles Dorigny (?, La Rochelle - 1551, Paris) est un peintre français du XVIe siècle.
Originaire de La Rochelle, on le retrouve à Fontainebleau où il travaille dans l'équipe de Rosso Fiorentino à la décoration de la galerie François Ier. Il participe également aux décors du château d'Écouen. 
À la fin des années 1540, il s'installe à la capitale et est employé par la Ville de Paris à divers ouvrages : il participe en 1549 aux décors éphémères de l'entrée d'Henri II aux côtés de Jean Cousin. En 1550, il est membre de la commission chargée d'établir le tracé des nouvelles fortifications de Paris, voulue par le roi (il avait déjà réalisé le tracé des remparts de La Rochelle). Il meurt en 1551, interrompant des travaux de dorures et de peintures dans le petit bureau de l'hôtel de Ville de Paris, que sa veuve Jacqueline Bordier, également peintre, va mener à son terme.
Son œuvre la plus célèbre (et l'une des rares parvenue jusqu'à nos jours) est Le Christ mort descendu de la Croix (1548, Paris, église Sainte-Marguerite), retable peint pour la chapelle d'Orléans de l'église des Célestins de Paris. Une réplique de ce tableau se trouve actuellement au château de Prague. Une autre version de ce tableau est conservée au musée des beaux-arts de Rouen, tandis que le British Museum de Londres possède un dessin préparatoire également attribué à Dorigny.